# Anton Aškerc
Anton Aškerc (Globoko kod Rimskih Toplica 9. januar 1856 – 10. jun 1912. Ljubljana) je bio slovenački pesnik i bogoslovac.

## Biografija
Rođen je u seljačkoj porodici. Posle završetka prve gimnazije u Celju je upisao u mariborsku bogosloviju (Semenišče). Sveštenik je postao 1880. 17 godina je radio po štajerskim županijama. Nakon svađe sa Crkvom 1989. vodio je ljubljanski gradski arhiv (danas Istorijski arhiv Ljubljane). Na to mesto ga je imenovao ljubljanski gradonaćelnik Ivan Hribar.
Prvu pesmu (Trije popotniki) je objavio 1880. u časopisu Ljubljanski Zvon. Ispočetka je pisao lirske pesmi a kasnije i epske. Svoje pesme je objavljivao pod imenom Gorazd.
Umro je 1912. i pokopan na starom gradskom groblju - Navju, pored velikana slovenačke poezije.

## Pesme
- Pesničke zbirke:
  - Balade in romance
  - Stara pravda

- Pesme:
  - Ponočna potnica 
  - Brodnik
  - Čaša nesmrtnosti
  - Mejnik
  - Mutec osojski
  - Janičar 
  - Godčeva balada 
  - Anka
  - Kronanje v Zagrebu
  - Poslednje pismo
  - Zimska romanca
  - Kadi se njiva... 
  - Slikarjeva slika
  - Stari grad
  - Dve sestri